# Aeroportul Pemba (Tanzania)
Aeroportul Pemba (IATA: PMA, ICAO: HTPE) este un aeroport din Regiunea Pemba South, Tanzania ce deservește zona Chake Chake.
Situat la o altitudine de 24 m, aeroportul dispune de 1 pistă.

## Infrastructură

### Piste
Aeroportul dispune de o singură pistă. Pista 03/21 are suprafața de asfalt și dimensiunile 1.517 m × 27 m. 